# Gu Lang Yu Piano Museum

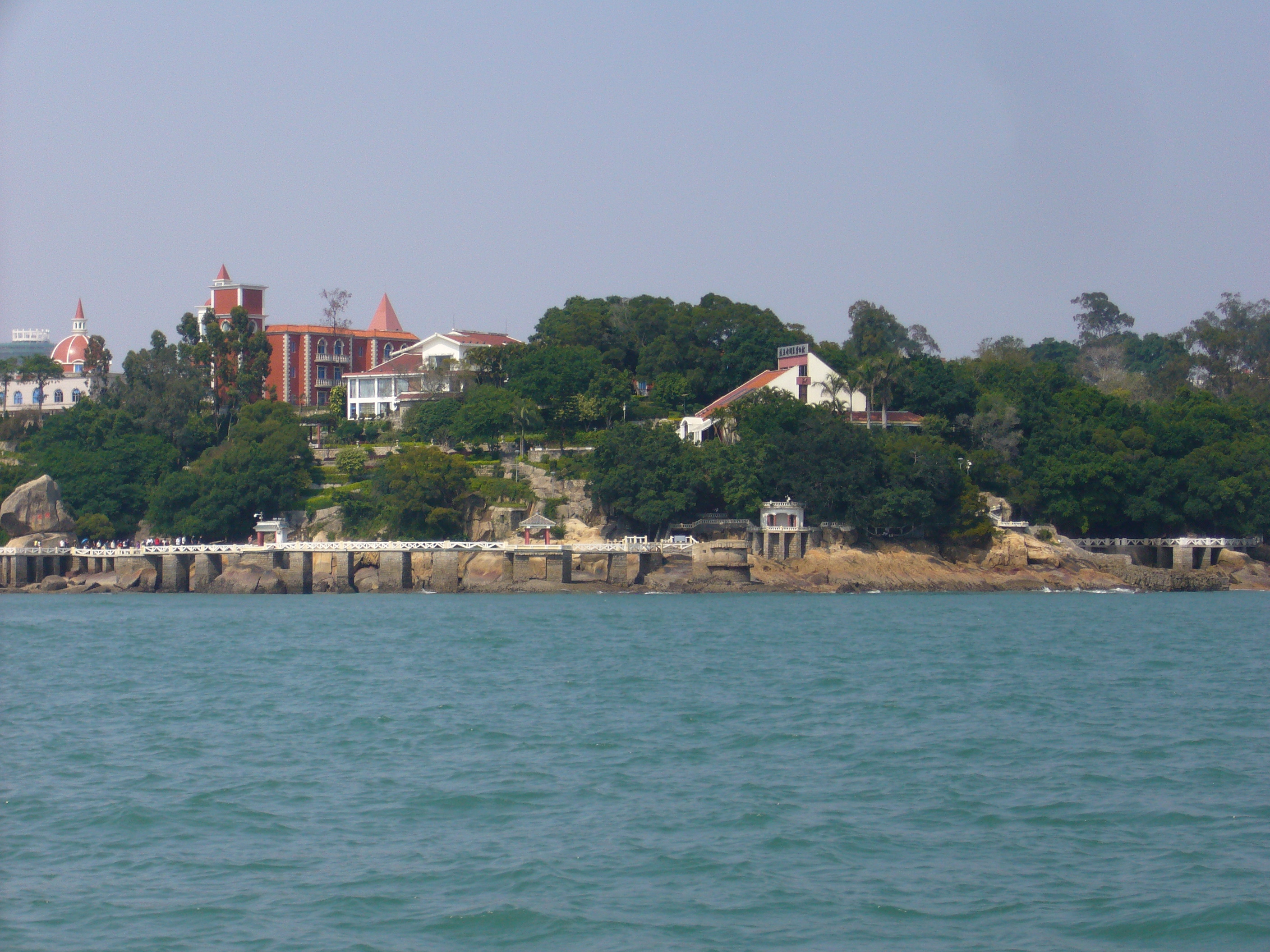
Park met museum

Het Gu Lang Yu Piano Museum bevindt zich op het eiland Gulangyu bij Xiamen in China.
Het museum werd opgericht door de eerder naar Australië geëmigreerde Chinees Hu Youyi. Het eerste deel van het museum opende in 2000. De oudste piano is in 1801 gebouwd door de Italiaanse componist Muzio Clementi (1752-1832). De tweede zaal is inmiddels ook in gebruik genomen.
Het museum ligt in de Shuzhuang tuin, die in 1913 op de berg Caozai werd aangelegd door de welgestelde Lin Erjia (1874-1951) uit Taiwan. Hij richtte ook een club voor dichters op en woonde op Gulangyu op Lujiao Road 13-15. Na de oorlog tegen Japan ging hij terug naar Taiwan.

Het museum heeft een scheef dak om mooie lichtinval te krijgen en herbergt bijna honderd historische piano's uit verschillende landen.
Gulangyu heeft een oppervlakte van nog geen 2 km². Haar bijnaam is het 'Piano-eiland' of de 'Stad van de piano's" (鋼琴之鄉) of 'Het eiland van de muziek" (音樂之島). Gemiddeld één op de 10 huizen heeft een piano. Behalve het pianomuseum is er ook een orgelmuseum en een muziekschool.